# Retrograde cricopharyngeale Dysfunktion

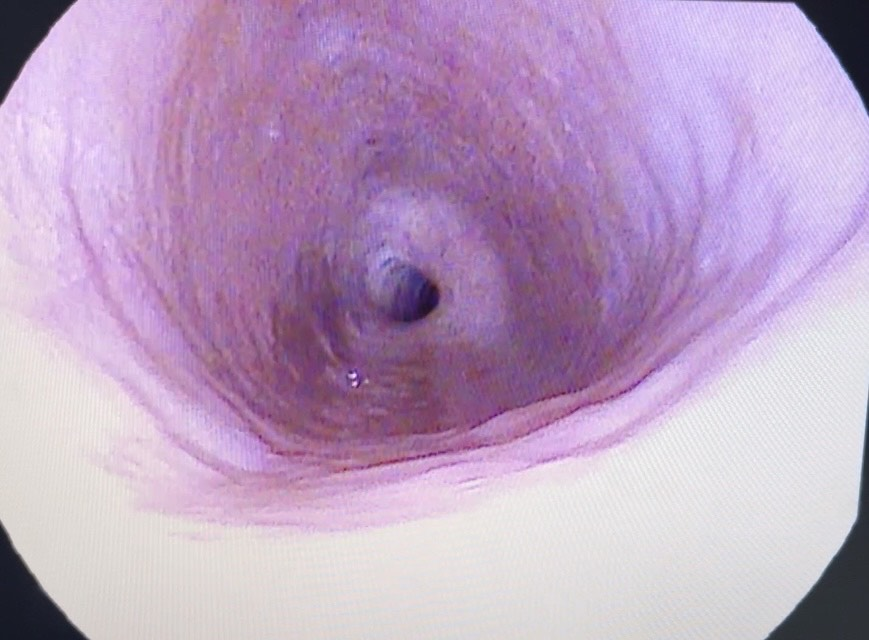
Eine erweiterte Speiseröhre aufgrund eingeschlossener Luft. Dies ist bei R-CPD häufig und verursacht Brustschmerzen, Gurgeln und andere Symptome. Dies wurde mit einem HNO-Endoskop ohne insufflierte Luft durchgeführt.

Die Retrograde cricopharyngeale Dysfunktion (R-CPD) ist eine medizinische Erkrankung, bei der Betroffene nicht rülpsen können. Einige Betroffene können auch nicht erbrechen oder nur mit großer Mühe. Die Erkrankung wurde erstmals 2019 von Robert Bastian vom Bastian Voice Institute beschrieben.

## Pathogenese, Symptome und Diagnose
Der Musculus cricopharyngeus wird auch als unterer Rachenschnürer bezeichnet. Es handelt sich um einen ringförmigen Muskel am unteren Ende des Rachens. Der Muskel ist ständig geschlossen (aktiv kontrahiert) und öffnet sich zum Schlucken oder um Druck in der Speiseröhre durch Rülpsen oder Erbrechen abzubauen. Bei R-CPD ist die Schluckfunktion des Muskels normal, aber die Reaktion auf Druck in der Speiseröhre fehlt. Es handelt sich um ein lebenslanges Problem, das in der Regel erstmals im Jugendalter bemerkt wird, aber auch schon im Säuglingsalter beobachtet wurde. Die meisten Menschen mit dieser Erkrankung klagen auch über häufiges Völlegefühl, „gurgelnde Geräusche“ oder „Froschgeräusche“ aus dem Rachen, häufige Blähungen und eine schlechte Verträglichkeit von kohlensäurehaltigen Getränken. Viele Betroffene erleben eine auffällige Bauchaufblähung, wobei Männer und Frauen gleichermaßen berichten, dass sie bis zum Ende des Tages wie „sechs Monate schwanger“ aussehen. Da sich die Luft über Nacht entlädt, nimmt der Bauch am Morgen wieder ein normaleres Aussehen an.
Die Diagnose von R-CPD wird hauptsächlich durch das Vorliegen typischer Symptome gestellt. Viele Patienten erhalten erst nach jahrelangen Tests und erfolglosen Behandlungen von Magen-Darm-Erkrankungen wie Gastroösophagealer Reflux, Aerophagie, Gallenblasenfunktionsstörungen und Reizdarmsyndrom eine richtige Diagnose R-CPD.

## Behandlungen
Die initiale Behandlung von R-CPD besteht in der Injektion von Botox in den Musculus cricopharyngeus. Botox schwächt oder lähmt den Muskel vorübergehend. Die direkten Effekte von Botox halten im Durchschnitt drei Monate an. Bei den meisten Patienten mit R-CPD werden durch die Injektion von Botox in den Musculus cricopharyngeus die Symptome umgekehrt, und bei vielen hält der Effekt über die ersten drei Monate hinaus an. 30 % der Patienten berichten über Schluckbeschwerden nach der Injektion, die sich in der Regel nach den ersten 3–4 Wochen wieder legen.
Die erste Behandlung wird normalerweise unter Vollnarkose durchgeführt. Der Eingriff dauert 15–20 Minuten und führt zu leichten Halsschmerzen. Die Wirkung von Botox verzögert sich im Durchschnitt um drei Tage und die meisten Patienten mit erfolgreichen Ergebnissen berichten, dass sie am fünften Tag nach dem Eingriff rülpsen können. Weitere Injektionen können in Erwägung gezogen und unter örtlicher Betäubung durchgeführt werden.
Eine Alternative, wenn die Injektion erfolglos ist, ist die Durchführung einer partiellen Myotomie des Musculus cricopharyngeus.
Eine Studie aus dem Jahr 2022 zeigte eine Wirksamkeit der Botox-Behandlung von 88,2 %. Die häufigste Nebenwirkung in der Studie waren leichte und vorübergehende Schluckbeschwerden, die von selbst verschwand. Dies betraf 30,6 % der Teilnehmer.
Ein kleiner Prozentsatz der Patienten benötigt für anhaltende Ergebnisse eine erneute Injektion von Botox.